# LEDA 2362940
LEDA 2362940(2MASX J10222849+5006200)은 큰곰자리 방향으로 약 24억 5,500만 광년 떨어진 cD형 은하이다. 에이벨 980 은하단에 속해 있다.
에이벨 980에서 가장 밝고 거대하며, 그 은하단의 평균 적색편이는 0.1582 정도이다. 가장 늙은 전파 은하이기도 하다.